# Nippon Race Engine
Nippon Race Engine（ニッポン・レース・エンジン、NRE）とは、トヨタ自動車、日産自動車、本田技研工業の3社が開発および製造を行う自動車競技用レシプロエンジンの規格である。SUPER GTのGT500クラス（以下、GT500）および全日本スーパーフォーミュラ選手権（以下、SF）に採用されている。

## 概要
NREは2014年に行われたSUPER GTとSFの両方で大幅な車両規則の変更に合わせて構想された規格である。GT500クラスには当時のドイツツーリングカー選手権（DTM）との共通規格であったクラス1、SFには新型シャシーのダラーラ・SF14がそれぞれ導入され、これらを機に従来の3.4L V型8気筒NAエンジンに代わるものとして、レギュレーション策定ならびに開発が進められてきた。規格名は同時期に世界ラリー選手権と世界ツーリングカー選手権で使われていた「グローバル・レース・エンジン（GRE）」になぞらえている。
当初トヨタ・ホンダはSFとGT500で基本的に同一設計のエンジンを使用していたものの、後にそれぞれ別設計のエンジンを投入するようになっている。

## 主要諸元
| 形式             | 直列4気筒                                  | 直列4気筒                                           |
| 排気量           | GT500                                      | 1,995cc（ホンダ） 1,998cc（日産） 2,000cc（トヨタ） |
| 排気量           | SF                                         | 2,000cc                                             |
| 燃料供給装置型式 | 直噴                                       | 直噴                                                |
| 冷却方法         | 水冷                                       | 水冷                                                |
| 過給機*          | シングルターボチャージャー（ギャレット製） | シングルターボチャージャー（ギャレット製）          |
| 重量*            | 85kg以上                                   | 85kg以上                                            |
| 出力             | 550PS(405kW)以上                           | 550PS(405kW)以上                                    |
| トルク           | 50kg･m以上                                 | 50kg･m以上                                          |
| 出力制限         | 燃料リストリクターによる燃料流量制限       | 燃料リストリクターによる燃料流量制限                |

*SF仕様の諸元表にのみ明記

## 特徴
NREの開発指針はダウンサイジングコンセプトに則っており、ターボチャージャーで出力を維持しつつ、副燃焼室などの技術を採用することで、高い燃焼効率が追求される。

### 機械式燃料流量リストリクター
NREには機械式の燃料流量リストリクターが搭載され、こちらも独自に開発されたものである。フォーミュラ1や世界耐久選手権（WEC）では燃料流量を制限するためにセンサーを通して監視しているのに対し、NREで採用されるのは物理的に流量の上限を定める方式であり、正確かつ公平に制限できる利点がある。
燃料流量リストリクターの機構は、各選手権のルールにも利用されている。SUPER GTには選手権ポイントに応じて車体におもりを載せる「サクセスウェイト制」があるが、GT500クラスでは負荷重量が50kgを超えた場合、その一部がリストリクターによる出力制限に置き換えられる。SF仕様には追加の燃料を供給するバイパス管があり、「オーバーテイクシステム」を作動させると通常時より多く燃料が送られ、一時的に出力が向上する。

## 型式一覧
- トヨタ
  - トヨタ・RI4A
  - トヨタ・RI4AG
  - トヨタ・Biz-01F (TRD 01F)
  - トヨタ・RI4BG
- 日産
  - 日産・NR20A
  - 日産・NR20B
  - 日産・NR4S21
  - 日産・NR4S24
- ホンダ
  - ホンダ・HR-414E
  - ホンダ・HR-417E
  - ホンダ・HR-420E